# Julie Jakobsen
Julie Dawall Jakobsen (Copenhague, 25 de marzo de 1998) es una deportista danesa que compite en bádminton, en la modalidad individual. Ganó dos medallas de bronce en el Campeonato Europeo de Bádminton, en los años 2024 y 2025.

## Palmarés internacional
| Campeonato Europeo | Campeonato Europeo     | Campeonato Europeo | Campeonato Europeo |
| Año                | Lugar                  | Medalla            | Prueba             |
| ------------------ | ---------------------- | ------------------ | ------------------ |
| 2024               | Saarbrücken (Alemania) | Medalla de bronce  | Individual         |
| 2025               | Horsens (Dinamarca)    | Medalla de bronce  | Individual         |